# ショーギ・エフェンディ
ショーギ・エフェンディ（/ˈʃoʊɡiː ɛˈfɛndi/; 1897年3月1日[a] - 1957年11月4日）は、アブドル・バハの孫であり後継者であり、1921年から1957年に亡くなるまでバハイ信教の守護者に任命された人物。

## 解説
信教を広めるための一連の国際計画を作成し、多くの新しい国への信仰の拡大を指示・監督した。バハイ信教の中心人物の多くの著作を翻訳し、権威ある解釈を提供した。
ショーギ・エフェンディの没後は、バハイ信教の守護者の任務は暫定的に「大業の翼成者」と呼ばれる卓越した信者の一団より引き継がれ、1963年には万国正義院のメンバーが選挙により選出され、バハイ信教の国際機構の権威は万国正義院に継承された。

## 生涯
オスマン帝国のアクレ・サンジャックのアッカで生まれたショーギ・エフェンディは、父のミッラーザ・ハディ・シラーザを通じてバブと、母であるズィアイエ・カヌーム（アブドル・バハの長女）を通じてバハオラと血縁関係にある。
幼少期をアッカで過ごしたが、ハイファのほかベイルートでも学ぶ。幼少の頃から、ミッラーザ・ムハンマド・イアリによるアブドル・バハへの攻撃など、アッカでのバハイたちの苦難を目の当たりにしてきた。少年時代には、スルタンのアブドゥル・ハミッド2世（在位1876～1909年）が、バブを北アフリカの砂漠に追放して滅びるようにしたいと考えていることを知っていた。ある時、ショーギ・エフェンディは、毒を盛られる恐れがあるので、バハイの家でコーヒーを飲まないように警告された。
1918年にシリア・プロテスタント・カレッジで美術の学位を取得した後、アブドル・バハの秘書兼翻訳者として活躍した。 1920年にオックスフォード大学のバリオール・カレッジに入学し政治学と経済学を学ぶが、在学2年目にアブドル・バハが死去し、24歳でバハイ信教の守護者に任命されたことで、オックスフォード大学での学びは中断される。
バハイ信教の守護者として任命されたショーギ・エフェンディは、36年間にわたってバハイ信教のリーダーであり責任者であった。彼は17,500通以上の手紙を、主にペルシャ語と英語で送り、既存のバハイ共同体に指示を与え、その活動の進捗状況を把握し、中東での迫害に対応し、教育活動を調整し、イスラエルのアッカおよびハイファ地域にバハイ世界センターを建設した。 また、バハイ共同体の数を1935年の1,034地域から、1953年には2,700地域、1963年には14,437地域にまで拡大することに成功した。
初期の教育の多くを提供したのは彼の祖父アブドル・バハであり、それはショーギ・エフェンディの成長に大きな影響を与えた。ショーギ・エフェンディは祖父であるアブドル・バハから祈りを学び、祈りを唱えることを勧められた。ショーギは彼の名であり、エフェンディは「～氏」（英語の Sir）に相当する敬称である。アブドル・バハは、ショーギ・エフェンディが幼いころから礼節をもって彼に接し、他の者へも彼を「ショーギ」と呼びすてるのではなく、敬意をもって「ショーギ・エフェンディ」と呼ぶように促した。

## 背景

### 守護者の制度
「守護者」の制度は信教の指導者の世襲制度であり、シーア派イスラム教に近似する点は多い。後任の守護者は、バハオラの男系子孫の中から選ばれることが規定され、長子相続が好ましいとされている。任命は先代の守護者の在命期間になされ、大業の翼成者たち一団による明確な同意を得なければならない。後任者が守護者に任命されたなら、万国正義院の長となり、メンバー追放の権限を持つことになる。また、ホゴゴラの受領に責任をもち、新たな大業の翼成者を任命し、バハイの書物に「権威と拘束力」がある解釈を与え、聖約の破壊者を破門する権限を持つようにもなる。
アブドル・バハの後継者問題が初期の時代のバハイの念頭にあった。万国正義院はバハオラが言及した機構であったが、守護者の制度はアブドル・バハの遺訓が彼の死後に公表されるまで明確に導入されてはいなかったのである。
ショーギ・エフェンディは、遺訓の中で、自分が「神の証であり、選ばれた枝であり、神の大業の守護者」として指定されていたことに気づいた。しかも、まだ幼少の頃に指定されていたことを知った。守護者に任命された彼は、バハイたちが指導を仰ぐべき信教の指導者である。アブドル・バハの遺訓に備わる法的効力により、守護者と、未だ設立されていなかった万国正義院とに権威が付与された。
神の大業の守護者も、全世界から選出され設立されるべき万国正義院も、その双方が、アブハの美の保護の下にある。彼らが判決で下すことは全て神の御意である。守護者と万国正義院に従わない者はみな、神に従わなかったことに等しい。守護者と万国正義院に反逆する者はみな、神に反逆したことになる。さらに、守護者に反対する者はみな、神に反対したことになり、万国正義院と論争する者はみな、神と論争したことになる。守護者と議論する者は神と議論したことになり、守護者を否定する者は神を否定したも同然である。守護者を信じない者は神を信じないことになり、守護者から逸脱して彼からそむく者はみな、まことに、神から逸脱し、神からそむいたことになるのである。
後年、ショーギ・エフェンディは、守護者の制度の存在について予備知識はなく、ましてや自分が守護者に任命されるとは毛頭も考えていなかった、と妻と他の者たちに明かした。せいぜい、自分が最年長の孫であったため、万国正義院メンバーをどう選出すべきかについての指示をアブドル・バハがおそらく残していた可能性と、選出する集会の召集者として指定される可能性を予想していたに過ぎなかった。

#### 守護者の制度に基づいたショーギ・エフェンディ
ショーギ・エフェンディは、アブドル・バハの遺訓で確立されていた基盤に立脚しながら、バハイの行政とバハオラの世界秩序を含む複数の仕事の中での守護者の役割を詳細に述べている。その関連で、以下のことを強調するためにはどんな労苦も惜しまなかった。彼自身も、将来のいかなる守護者も、アブドル・バハと同等に見られることも、聖人と見做されることもあってはならないというものである。彼は自分の誕生日を祝うことも、自分の写真を飾ることもしないように、とバハイたちに依頼した。手紙のやり取りでは、バハイ宛てには「兄弟」「同じ仕事仲間」と署名し、若者宛てに書くときですら、自分自身を「君の真の兄弟」とするほどだった。

#### 達成事項
ショーギ・エフェンディが守護者として任命されてから死去するまで、過去の成長を糧に、さらなる成長のための段階を設けながら、バハイ信教は成長し、加入者数は100,000から400,000人に増えた。代議制度が敷かれている国と属領は35から250に増えた。ショーギ・エフェンディは、おびただしい数の手紙とパレスチナを訪れる巡礼者との会合を通し、そのビジョンを世界中のバハイに伝え、1920年代には、行政の体系化とその拡大を世界中で初めて開始した。彼が信教の指導者としての任を引き受けた時、バハイ共同体は比較的小規模で発達不十分だった。それでも、アブドル・バハが心に描いていた行政構造を支えるために、長年をかけて共同体を強化し発展させた。ショーギ・エフェンディの指示の下に、全国精神行政会が形成され、何千もの地方精神行政会が創設された。彼は1930年代に、バハオラが著した書物の英訳プロジェクトに取り組んだ。1937年に入ると、世界全ての国にバハイ共同体を設立するための系統的な一連の計画に着手した。1953年から1963年までは、最大目標である万国正義院メンバー選出を目標に、十年計画が実施された。1940年代後半に入ると、イスラエル国家設立の後に、ハイファでバハイ世界センターの整備を開始した。この一環として、バブの廟上部構造と国際アーカイヴスの建設、バハオラの廟が所在するバージの庭園美化を実施した。さらに、世界数カ所に大陸礼拝堂を上棟するための計画が立てられ、資源開発がなされた。これらの計画は1950年代を通して継続した。
1950年代も、バハイの行政機構づくりは続き、1951年には、万国正義院の前駆的機構である国際バハイ評議会を設立し、大業の翼成者32人を任命した。大業の翼成者とは、最高位の奉仕職に任命されたバハイであり、信教の宣布と保護をその主な任務とする。ショーギ・エフェンディはまた、イスラエルの法務当局に対する信教の公式代表を務め、国際連合と協働するために代表者を別に指名した。一般社会との関連では、第二次世界大戦に先立ち、パレスチナの森林再生に取り組んでいたリチャード・セントバーブ・ベイカーを、森林再生支援への確約が得られた主たる宗教の指導者たちに紹介し、その事業の支援をした。

#### 翻訳と執筆
書物の多くを英訳した。1929年の「隠された言葉」、1931年の「確信の書」、1935年の「落穂集」、1941年の「狼の息子への書簡」も彼の手による。「夜明けを告げる者」といった史実に基づいたものにも、翻訳は及んだ。ショーギ・エフェンディの重要性は翻訳者としての立場にとどまらない。バハイの書物の解釈者として指定され、権威が付与されていた点にもあった。それゆえ、彼の手による翻訳は、将来なされるバハイの書物の翻訳の指針とされている。一方、執筆の多くは、世界中のバハイから届いた手紙への返信である。
こうした手紙のうち、17,500通が現在まで収集されているが、総数は30,000通に及ぶと確信されている。世界全体のバハイの動きを伝える定型的な通信から、世界のバハイへの具体的なテーマに取り組んだ長文の手紙にその範囲は及ぶ。長文の手紙には、バハイ行政の性質が記された「バハオラの世界秩序」、布教についてを記した「神の正義の到来」、世界の指導者にバハオラから送られた書簡についてが記された「約束された日の到来」が含まれている。
バハイが信条とするもの、その歴史、道義、原則、行政、法に関する声明を記載した手紙も現存する。複数名の傑出したバハイについての追悼記事も書いた。個人や行政会に送られた手紙の多くが、数冊の書籍に編集され、世界中のバハイが大いなる引用文献として活用している。唯一、事実上の本として著されたのが、信教設立百周年を記念し、1944年に出版された「神よぎり給う」だった。英語で記された本書は、バビ教とバハイ信教の歴史の最初の一世紀の意義を解釈したものである。ペルシャ語による短縮版も記された。